# 谷兆芬
谷兆芬（1906年—1968年），浙江餘姚人，中華民國政治人物和外交官。

## 生平
谷兆芬1920年代投身国民革命，加入中国国民党。後留學法國，獲得巴黎大學博士學位。學成歸國後從政。抗戰爆發後，加入軍統。1938年，軍統在法屬印度支那西貢設立直屬組，谷兆芬任組長，他對外公開身份是駐西貢領事館副領事，負責情報工作。日軍佔領越南後，谷兆芬被日軍拘捕，後於1942年逃回國內。
1945年，國民政府在馬達加斯加增設駐塔那那利佛領事館，任命谷兆芬為首任領事。谷兆芬認為國內形勢急劇變化，不願到國外任職，多番謀求改換職務，未獲國民政府同意。延期近一年後，谷兆芬方於1946年3月抵達馬達加斯加任職。1948年，因僑務繁重，領事館升格為總領事館，谷兆芬隨之升任總領事。1949年11月，谷兆芬響應中華人民共和國成立，率全體館員宣佈起義，接受中央人民政府領導。1950年1月，中華民國政府正式撤銷谷兆芬總領事一職，並於5月以“叛國投匪”的罪名將他列入通緝名單。
谷兆芬於1950年年中回到中國大陸，獲得政務院總理周恩來接見。後任山東省人民政府參事。1968年去世。